# Elisabeth Hjortvid
Elisabeth Hjortvid, född 19 maj 1943, död 15 september 2017, var en svensk författare.
Hjortvid satt på stol nummer 4 i Smålands Akademi.

## Priser och utmärkelser
- 1980 – Västerviks kommuns kulturstipendium
- 2001 – Emilpriset